# Recuperación de posiciones anormales
La recuperación de posiciones anormales es un tipo de maniobra aérea que tiene como fin recuperar la posición normal de aquellas potencialmente peligrosas no deseadas o provocadas en el caso de competiciones de acrobacia aérea.

## Posiciones anormales
Las actitudes anormales básicas y principales que pueden tener lugar en los aviones, tanto de un modo accidental como intencionado son:
- Pérdidas
- Barrenas
- Posiciones invertidas
- Posiciones de morro alto
- Posiciones de morro bajo
- Actitudes con más de 90° de alabeo
- Posiciones verticales y descendentes

Estas posiciones pueden ser causadas por diversos motivos, entre ellos:
- Turbulencia de estela
- Turbulencia en aire claro
- Desorientación espacial
- Tormentas y chubascos
- Los efectos del viento en las regiones montañosas
- El rebufo de la hélice
- El cruce de mandos

## Recuperación de las pérdidas
La pérdida no depende de la velocidad, solamente del ángulo de ataque y por tanto, de la posición de la palanca (área de ángulo de ataque crítico).

### Pérdidas por derecho
La pérdida por derecho se provoca manteniendo el morro en el horizonte, se corta el motor al ralentí, y posteriormente se mantiene el variómetro a cero. La pérdida será gentil, fácil de predecir y rápida de recuperar.
- La recuperación consiste en:

1. Centrar palanca y esperar.
2. Con el morro por debajo del horizonte, corregir alabeo.
3. Con el avión volando, meter motor suavemente recuperando altura.

### Pérdidas con motor virando
El avión entra en pérdida en cualquier actitud y velocidad si el aumento del ángulo de ataque es rápido o brusco, haciendo que se sobrepase el ángulo de ataque crítico.
- Provocación de la pérdida:

1. Establecer un viraje de 45° de inclinación.
2. Ceñir con decisión, sin aumentar la inclinación ni subir el morro.
3. Estar atentos para la identificación de los síntomas anteriores a la pérdida (buffeting, etc).

- Recuperación de la pérdida:

1. Cortar motor con decisión. Centrar palanca.
2. Con el morro por debajo del horizonte, corregir alabeo.
3. Con el avión volando, meter motor suavemente recuperando altura.[1]

## Recuperación de las barrenas
Para la recuperación de los distintos tipos de barrenas, véase Barrena.

## Recuperación de posiciones en invertido
En posiciones en invertido, el tonel es el sistema más adecuado para recuperarse de la posición de invertido. Cualquier tipo de tonel es suficiente, siendo el tonel de alerón el más sencillo. Una segunda opción es la inversión, aunque no es recomendable para inexpertos.
Un error sería aplicar palanca hacia adelante, ya que podría sobrevenir una pérdida con el morro alto en invertido, pudiendo provocar una barrena invertida.
- Los pasos a seguir son:

1. Iniciar rápidamente.
2. Comenzar con un tonel.
3. Evitar ceder demasiada palanca adelante, que puede producir una barrena invertida.
4. Evitar la inversión, porque la altura puede no ser adecuada y se puede sobrepasar la velocidad límite.

## Recuperación de posiciones de morro alto
Los ascensos a la vertical en cazas dotados de una gran potencia se puede prolongar durante un tiempo largo, pero con un avión acrobático ligero normal, el ascenso vertical se puede mantener sólo durante muy poco tiempo. Al acabar este tiempo el avión se hundirá en un resbale de cola o caerá hacia adelante o hacia atrás en una pérdida con campaneo (caída de cola).
Se pueden distinguir las siguientes técnicas de recuperación:
- Caída del ala: se realiza antes de que se produzca la pérdida.
- Tonel y vuelta sobre el ala.

Durante la transición a la pérdida se producirá un periodo de silencio y, seguramente el morro caerá con fuerza. La recuperación rápida del picado mantendrá la velocidad dentro de los límites.

## Recuperación de posiciones de morro bajo
Las posiciones inadvertidas o inesperadas en las que el morro está especialmente bajo, necesitan una corrección inmediata. La velocidad aumentará rápidamente, y se tiene que tener cuidado para evitar un tirón brusco con demasiadas G.
- El procedimiento a seguir es el siguiente:

1. Reaccionar rápidamente para recuperarse de un picado a la vertical.
2. Llevar inmediatamente los gases a ralentí para disminuir la aceleración y evitar las sobrerrevoluciones del motor.
3. Tirar hacia atrás de la palanca más rápidamente cuando la velocidad es baja.
4. Evitar los movimientos bruscos de los mandos, especialmente a altas velocidades.